# Apistogramma hoignei
Apistogramma hoignei är en fiskart som beskrevs av Meinken, 1965. Apistogramma hoignei ingår i släktet Apistogramma och familjen Cichlidae. Inga underarter finns listade i Catalogue of Life.